# Mariana Ramos
Pour les articles homonymes, voir Ramos.
 (octobre 2012).
Si vous disposez d'ouvrages ou d'articles de référence ou si vous connaissez des sites web de qualité traitant du thème abordé ici, merci de compléter l'article en donnant les références utiles à sa vérifiabilité et en les liant à la section « Notes et références ».
Mariana Ramos, née à Dakar, est une chanteuse Cap-verdienne.

## Biographie
Née à Dakar, elle vit au Cap-Vert dans le quartier populaire de Monte Sossego, élevée par sa grand-mère, à qui elle dédiera d’ailleurs son album, « Bibia ». Elle rejoindra ensuite ses parents en France, où ils avaient été contraints d’émigrer pour trouver du travail. 
Toute son enfance sera bercée par un double modèle: du côté maternel, elle hérite de l’amour de la danse, qui représente sa première véritable passion, exercée dès l’âge de 5-6 ans, et qu’elle n’abandonnera jamais. Du côté paternel, elle est bercée par les rythmes capverdiens de son père, Toy Ramos alias Toy de Bibia, guitariste du groupe Voz de Cabo Verde.
À sa majorité, elle commence à se produire sur scène, tantôt avec son père, tantôt chantant et dansant dans un groupe de rock. Car, à cette époque, Mariana a besoin de s’affranchir de ses seules racines cap verdiennes et paternelles: elle a soif de découvrir d’autres influences, de Nougaro à Jonasz en passant par Édith Piaf, Ella Fitzgerald, Sarah Vaughan ou Rickie Lee Jones. 
Après s’être imprégnée de ces multiples influences, la rencontre avec Téofilo Chantre, le compositeur de Cesária Évora et Nazálio Fortes, jeunes compositeurs capverdiens, la ramènera vers ses origines. Ce sera l’occasion, pour elle, d’une métamorphose et d’une véritable re-naissance intérieure, au point de changer d’identité et de choisir de ne plus porter que son nouveau nom d’artiste, Mariana Ramos. 
Commence alors, pour l'artiste, une accession vers la notoriété et vers la reconnaissance par la communauté autant capverdienne qu’internationale. 
Après un premier album «Di dor em or» sorti en avril 2000, on la retrouvera alors dans de nombreux concerts, New Morning, Bataclan, Café de la danse, en tournée en Afrique, en Italie et en Grèce, parfois aux côtés de Tito Paris, Téofilo Chantre, ou en première partie de Souad Massi.  
Avec «Bibia», sorti en 2004, Mariana offre un nouveau CD chaleureux, fruit d’une combinaison de talents incluant Ano Nobo, le poète Manuel de Novas, Téofilo Chantre et Toy Ramos.
S’ensuit avec son troisième album «Mornador» sorti en Janvier 2008, une tournée remarquée par la presse, en France, en Belgique, en Italie, au Pays Bas et en Allemagne. Mariana écrit et compose six titres. Le public grandissant la plébiscite davantage.Début 2009 elle entame une série de concerts en France (le premier ayant eu lieu le 29 janvier 2009 à Paris, au théâtre Alhambra).
En Février 2011, Mariana Ramos présente son 4ème  opus «SuaviDança» de douze titres. Huit titres ont été écrits par ses soins dont deux compositions musicales: «Beleza», un funana extrait du recueil de poésie de Misà et «Nzinga Mbandi», où elle célèbre l’héroïne de l’Angola, la sœur patrie. Dans ce quatrième album, les cuivres et les cordes s’insinuent avec délicatesse dans les compositions de Toy de Bibia, Téofilo Chantre et Jorge Humberto, nourrissant les thèmes traditionnels. La présentation de ce nouvel album a eu lieu au Café de la Danse les 8 et 26 mars 2011. 
En 2015, Mariana Ramos publie son cinquième album "Quinta"  enregistré à São Vicente. Toy Vieira est le directeur musical et arrangeur de cet album. Ce nouvel album rassemble treize chansons fabuleuses où alternent sa gaité naturelle et un vague à l’âme se délectant du souvenir du bonheur passé, une rêverie ravissante et si simple que les Capverdiens appellent sodade.
Lauréate meilleure interprète de Morna pour l’année 2016, Mariana est honorée  par cette belle distinction décernée par Cabo Verde Music Awards.
Son 6ème album, dédié aux enfants, obtient un Coup de cœur Jeune Public printemps 2017 de l'Académie Charles-Cros avec Paulo Bouwman, Jessica Ramos et Émilie Blayenda pour Cap Vert, rondes, comptines et berceuses.
Les portes de l’Unesco s’ouvriront à la MORNA en décembre 2019 pour l’accueillir au titre de Patrimoine de l’humanité !
La sortie de l’album MORNA en février 2020, le numéro 7 de la séquence, est  un évènement très attendu ! Sept comme les notes de musique, comme les couleurs de l'arc-en-ciel !
Les douze Mornas de ce nouvel album, arrangés par le talentueux directeur musical Toy Vieira, ont été particulièrement appréciées par les amoureux du genre. La Morna qui trône en tête du spectre musical des neuf îles habitées. Omniprésente et incontournable.  La musique de tous les Caboverdiens aurait pris naissance dans l’île de Boavista, grandi à Brava et atteint sa majorité à S. Vicente, au dire de Francisco Xavier da Cruz, dit B.Leza, auteur compositeur et fin musicien ayant lui-même contribué à cette «maturation». Exaltant l’amour dans ses envolés lyriques (Declaração d’amor, Di korpo e alma, Manto verdi, Força di cretcheu), parfois ses chagrins, ses déceptions (Vida turturode, chanson poignante où la célèbre pianiste «Tututa» s’épanche sur son destin tragique, reprise dans cet album comme un hommage). La Morna chantant la «mer éternelle sans fond et sans fin», ses mystères, ses fortunes diverses (Irmon, Mar Azul). S’affligeant sur les affamés de la sécheresse, leurs deuils et leurs souffrances (Nha txon sagrado). La Morna qui pleure le départ pour la terra-longe, se meurt avec la sôdade [1] (Fidjo de Ninguem, Stora d’nha vida) et ressuscite, belle et joyeuse, dans la suprême jubilation du retour (Vocação, Sima quem ka crê nada).
Mariana a eu le grand plaisir de réaliser de nombreuses collaborations scène et album avec Césaria Evora, Manu Dibango, Angélique Kidjo, Bernard Lavilliers, Christophe Maé, Itziar Ituño, Ismael Lo, Tito Paris, Teofilo Chantre, Jorge Humberto, Dobet Gnahoré.

## Discographie
«Di dor em or» Morabeza Records / Dam - Avril 2000
«Bibia» Doçura / Lusafrica / Harmonia Mundi - Mai 2004
«Mornador» Casa Verde Productions / Lusafrica / Sony BMG - Janvier 2008
«SuaviDança» Casa Verde Productions / Lusafrica / Sony BMG - Février 2011
«Quinta» Casa Verde Productions / Rue Stendal - Novembre 2015
«Comptines du Cap Vert  par ARB Music - Mars 2017
«Morna» Casa Verde Productions / Quart de Lune - Décembre 2019
Prochain album Novembre 2025 ....

LISTE DES TITRES PAR ALBUM :

2019 : Morna
1. Déclaraçao d'amor
2. Irmon
3. Manto verdi
4. Fidjo de ninguem
5. Sima quem ka quere nada
6. Di Korpo e alma
7. Força de cretcheu
8. Mar azul
9. Stora d'nha vida (feat Natche)
10. Vida turturode
11. Nha txon sagrado
12. Vocaçao